# Вторая мировая война (серия книг)
«Вторая мировая война» (англ. The Second World War) — история периода с конца Первой мировой войны до июля 1945 года, написанная Уинстоном Черчиллем. Черчилль обозначил «мораль работы» следующим образом: «В войне: решимость, в поражении: неповиновение, в победе: великодушие, в мире: добрая воля».

## Создание
Черчилль написал книгу, используя как свои собственные записи, так и доступ к официальным документам, благодаря тому, что в период написания книги продолжал иметь политическое влияние. Черчилль был в целом справедлив в своих суждениях, при этом изложил историю со своей личной точки зрения. У него не было возможности раскрыть все факты, например такие, как как использование ультраэлектронной разведки, эта информация в те времена ещё должна была оставаться в секрете. По этой причине, с исторической точки зрения книга представляет собой неполные мемуары ведущего участника войны.

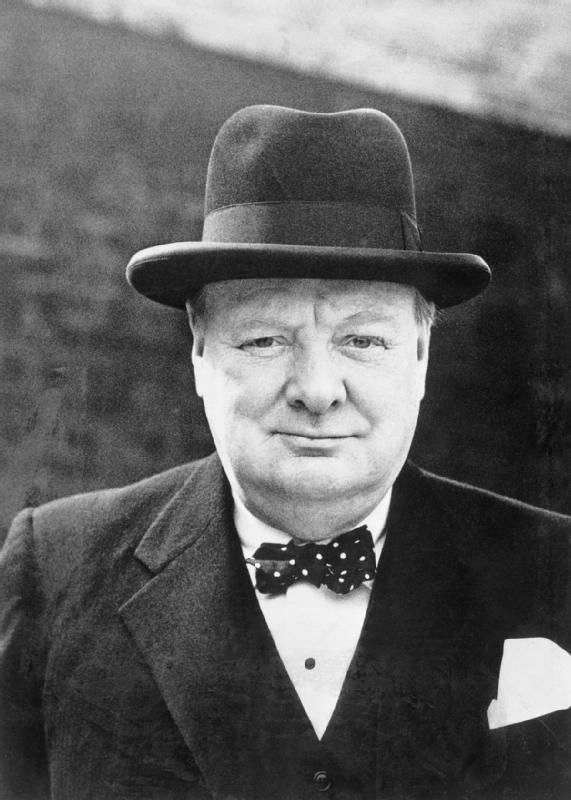
Черчилль во время Второй мировой войны

Когда Черчилль вступил в должность в 1940 году, он уже планировал написать историю начавшейся тогда войны. Он говорил: «Я оставлю выводы по этому поводу истории, но я буду одним из таких историков». Чтобы обойти правила, запрещающие использование в публикациях официальных документов, он на протяжении всей войны принимал меры предосторожности: еженедельно делал опись переписки, протоколов, меморандумов и других документов под заголовком «Личные протоколы премьер-министра». Позднее эти материалы хранились у него дома. Возможно, автор изначально писал или диктовал письма и меморандумы с намерением зафиксировать свои взгляды для последующего использования в качестве исторического материала и основы для мемуаров.
Исключительные возможности политика вызвали вопросы, когда в 1948 году начала появляться информация о его книге. Черчилль был политиком, а не академическим историком, поэтому доступ Черчилля к правительственной информации, военные и дипломатические записи, в которых было отказано другим историкам, был поставлен под сомнение .
В то время не было известно, что Черчилль заключил сделку с Клементом Эттли и лейбористским правительством, пришедшим к власти в 1945 году. Эттли согласился предоставить научным сотрудникам Черчилля доступ ко всем документам при условии, что никакая официальная тайна не будет раскрыта, документы не будут использованы в партийно-политических целях и машинописный текст будет проверен секретарём кабинета министров сэром Норманом Бруком. В результате Брук переписал некоторые разделы, чтобы гарантировать, что британские интересы не будут затронуты или правительство не будет поставлено в неловкое положение. Привилегированный доступ Черчилля к документам и его знания на долгие годы давали ему преимущество перед другими историками Второй мировой войны.
Собранные документы были собраны его советниками в хронологии, и этот запас материалов был дополнен продиктованными воспоминаниями о ключевых эпизодах, а также вопросами о хронологии, местонахождении и личностях. Черчилль также обратился ко многим коллегам с просьбой предоставить документы и комментарии. Как только всё было собрано и сопоставлено, Черчилль начал детальное изучение, и лично надиктовал почти всю работу, за исключением нескольких длинных отрывков в первом томе.
Когда были открыты различные архивы, стали очевидны некоторые недостатки работы. Некоторые из них присущи положению, которое Черчилль занимал как бывший премьер-министр и действующий политик. Он не мог раскрыть текущие военные тайны, такие как работа дешифровщиков в Блетчли-парке или планирование атомной бомбы.
Как сказано во введении автора, книга посвящена военным действиям Великобритании. Другие театры военных действий описываются в основном как фон. Описания боевых действий на Восточном фронте, а в какой-то мере и войны на Тихом океане отрывочны.
Хотя Черчилль обычно объективен, некоторые личные его негативные отношения к современникам транслируются. Примером могут быть высказывания против сэра Стаффорда Криппса, который одно время считался некоторыми «единственно возможной альтернативой премьер-министру военного времени» Черчиллю. Автор изменил ряд отрывков, когда узнал, что генерал Дуайт Эйзенхауэр будет баллотироваться на пост президента США, удалив замечания, которые могли бы нанести вред «особым отношениям», которые он намеревался установить с новым президентом.

## Издание книги
Первое издание вышло в шести томах; более поздние издания вышли в двенадцати и четырёх томах, существует также однотомная сокращённая версия.
Страной первой публикации были Соединённые Штаты, через шесть месяцев книга вышла в Великобритании. В британском издании имело место множество изменений, внесённых автором в последний момент.
Книги имели огромные тиражи как в Великобритании, так и в Соединённых Штатах, и сделали Черчилля богатым человеком .